# اوتو بایزهایم
اوتو بایزهایم (انگلیسی: Otto Beisheim; ۳ ژانویهٔ ۱۹۲۴ – ۱۸ فوریهٔ ۲۰۱۳) یک کارآفرین اهل آلمان بود.وی بنیان‌گذار شرکت‌های زنجیره‌ای خرده‌فروشی و عمده‌فروشی مترو آگ بود.
بایزهایم در دوران جوانی و در جنگ جهانی دوم در یک هنگ توپخانه در لشکر یکم زرهی اس‌اس لایب اشتاندارته اس‌اس آدولف هیتلر خدمت می‌کرد.پس از جنگ به کسب و کار روی آورد.اولین مغازه مترو آگ را در نوامبر ۱۹۶۳ باز کرد.در ۱۰ ژانویه ۲۰۰۴ مرکز بایزهایم به طور رسمی در بخش شمال غربی میدان پوتسدامر پلاتس در برلین افتتاح شد.
وی در سال ۲۰۰۹، %۵٬۲ از سهم مترو آگ را به چندین سرمایه‌گذار مختلف فروخت.مدرسه مدیریتی در کوبلنتس به اسم او نام‌گذاری شده است.